# Pteroplatus pulcher
Pteroplatus pulcher là một loài bọ cánh cứng trong họ Cerambycidae.